# Brian Ireland
Brian Ireland (nacido el 14 de noviembre de 1980 en Dana Point, California) es un baterista profesional es conocido por ser el baterista de la banda de piano rock Something Corporate. Sus compañeros son Andrew McMahon, Kevin "Clutch" Page y Josh Partington. La banda firmó con Geffen Records / Drive-Thru Records

## Discografía
- Ready...Break (2000) Something Corporate
- Audioboxer (2001) Something Corporate
- Galaxy Sessions (2001) Something Corporate
- Leaving Through the Window (2002) Something Corporate
- Live At Fillmore Theatre (2003) Something Corporate
- North (2003) Something Corporate
- Songs For Silent Movies (2003) Something Corporate

## Otros trabajos y apariciones
- The Galaxy Sessions  (Demo/EP, 2001, as Something Corporate – canceled album; limited release only)
- "Konstantine" (Alternate version, 2001, as Something Corporate – released on Welcome to the Family)
- A Year in the Life (DVD, 2002, as Something Corporate)
- Live at the Ventura Theater (DVD, 2004, as Something Corporate)
- "Just like a Woman" (Bob Dylan cover, 2005, as Something Corporate – released on Listen to Bob Dylan: A Tribute)